# John Gaydos
John Raymond Gaydos (ur. 14 sierpnia 1943 w Saint Louis, Missouri) – amerykański duchowny katolicki, biskup Jefferson City w metropolii St. Louis w latach 1997-2017.
Ukończył seminarium przygotowawcze w St. Louis i Cardinal Glennon College, po czym wysłany został do Rzymu do Kolegium Ameryki Płn. W Wiecznym Mieście uzyskał dyplom z teologii na Uniwersytecie Gregoriańskim. Tam też otrzymał święcenia kapłańskie z rąk bpa Francisa Reh w dniu 20 grudnia 1968. Obrzęd odbył się w bazylice św. Piotra. Po powrocie do kraju służył duszpastersko na terenie rodzinnej archidiecezji. Był ponadto sekretarzem kolejnych arcybiskupów St. Louis i kanclerzem kurii. Od 14 lutego 1996 wikariusz generalny archidiecezji.
25 czerwca 1997 mianowany ordynariuszem Jefferson City. Sakry udzielił mu ówczesny metropolita St. Louis Justin Francis Rigali.
21 listopada 2017 przeszedł na emeryturę.